# Pishtako
El Pishtaco (en quechua: Pishtakuq) es un ser que forma parte de la mitología quechua, posiblemente hace su aparición con la llegada de los españoles a Perú y con la creación de los grandes ingenios azucareros. 
Se describe al Pishtako como un ser de raza blanca, alto y generalmente usa sombrero blanco, hace una vida nocturna para cazar seres humanos que caminan en la soledad de la noche, los caza para usarlos como fuente de recepción de aceite humano, El aceite es usado para el mantenimiento de las enormes máquinas en los ingenios azucareros, el aceite humano se obtiene calentado los cuerpos decapitados al calor de una vela.
Otras tradiciones posteriores cuentan que el Pishtako es el demonio o diablo que se aparecía por las montañas, y adoptaba la apariencia de un espíritu familiar con la finalidad de engañar y llevar a la gente al monte donde desaparecía su cuerpo, su apariencia era de hombre alto y cola con aliento de azufre.